# Hirono
hirono（ヒロノ、1969年8月18日 - ）は、東京都港区麻布十番出身の日本のシンガーソングライター、The HIGHのボーカリストである。

## 来歴
ビートルズの影響で音楽に興味を持った。12歳でアコースティック・ギターを手にし作曲を始めた。14歳で中学校の音楽教師から8ビートを教わりドラムに目覚めた。同時期にお年玉でスクワイアのストラトキャスターを購入した。中学3年の合唱コンクールに向けてバンドを結成し、ブラウン・シュガーを演奏した。中学卒業後、地元の仲間達と結成したバンドで麻布十番納涼祭りのステージに立った。
1985年、ザ・ロイヤル・グラマーを結成した。1989年9月、「三宅裕司のいかすバンド天国」に出演し、『やみつきにご用心』を完奏した。
1992年4月、元カブキロックスの青木秀樹らと結成したLOVE MISSILEでメジャー・デビューした。1996年4月にはREIKA HIRONO名義でソロデビューした。
1999年、「ロックンロールバンドに限りなく近いソロユニット」としてJulianの活動を開始した。後にバンド形態となる。
2012年、The HIGHを結成。The HIGHのボーカリストと並行してMild Julian One名義でソロとしても活動中である。

## ディスコグラフィ
- REIKA HIRONO名義
  - Golden Time（1996年4月21日、Timely Records、TRCL-0001）
  - Sweet and Mellows（1999年3月21日、Timely Records、TRCL-0002）
- Mild Julian One名義
  - KALEIDOSCOPE（2010年4月21日、DECCAPYES、DPCD-1004）